# Grand Prix de Plumelec 1981
Il Grand Prix de Plumelec 1981, settima edizione della corsa, si svolse il 7 giugno su un percorso con partenza e arrivo a Plumelec. Fu vinto dal francese Robert Alban della La Redoute-Motobecane davanti ai suoi connazionali Christian Levavasseur e Pierre Le Bigaut.

## Ordine d'arrivo (Top 10)
| Pos. | Corridore             | Squadra               | Tempo |
| ---- | --------------------- | --------------------- | ----- |
| 1    | Robert Alban          | La Redoute-Motobecane |       |
| 2    | Christian Levavasseur | Miko-Mercier-Vivagel  |       |
| 3    | Pierre Le Bigaut      | Miko-Mercier-Vivagel  |       |
| 4    | Michel Laurent        | Peugeot-Esso-Michelin |       |
| 5    | Mariano Martínez      | La Redoute-Motobecane |       |
| 6    | Jean-Paul Le Bris     | Renault-Elf           |       |